# Campionat de Catalunya de natació - 100 metres esquena
Els 100 metres esquena és una prova del Campionat de Catalunya de natació que es realitza des de la temporada 1921 en categoria masculina i 1928 en categoria femenina, organitzada per la Federació Catalana de Natació (FCN). Durant molts anys l'única prova d'esquena al Campionat de Catalunya van ser els 100 metres, instaurats a la dècada de 1920. Els 200 metres esquena van ser instaurats l'any 1947 en categoria masculina, i vint anys més tard en categoria femenina. La prova més recent en aparèixer en el calendari van ser els 50 metres esquena, nascuts l'any 1992.
El primer campió de Catalunya dels 100 metres esquena fou Joan Pellicer del Club Natació Atlètic. L'any 1926 el nedador del CN Arenys Josep González i Esplugas fou el primer campió que baixà del minut i mig (1:22.4). Més de seixanta anys més tard, Carles Ventosa Delmàs, de l'Atlètic, fou el primer campió que trencà la barrera del minut amb un temps de 58 segons i 95 centèsimes. En categoria femenina, tots els campionats entre 1928 i 1936 foren guanyats per tres nedadores del CN Barcelona, Maria Lluïsa Vigo, Maria Aumacellas i Carme Soriano. El 1942, una altra nedadora del Barcelona, Mary Bernet fou la primera que baixà del minut i mig en el campionat (1:29.2). I l'any 1966, la gran nedadora Mari Pau Corominas, del Sabadell, fou la primera que baixà del minut i 15 segons (1:12.7).
Fins a l'any 2023 els nedadors amb més campionats són, en categoria masculina, Juan Miguel Rando Gálvez amb 5 títols, seguit d'Aschwin Wildeboer i Faber i Brenton Cabello Forns amb 4; i en categoria femenina, Paquita Esteban Banús amb 7 títols, Mary Bernet i Àfrica Zamorano i Sanz amb 6, i Helena Wüst Augenstein i Maria Pau Corominas i Guerin amb 5.

## Historial

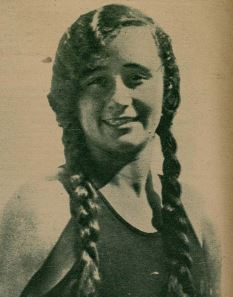
Maria Lluïsa Vigo guanyà tres campionats el 1928, el 1930 i el 1932.

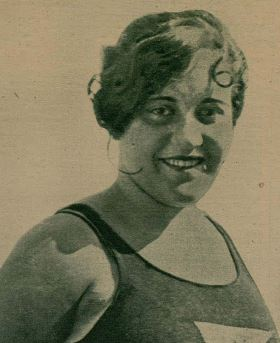
Maria Aumacellas guanyà dos campionats el 1929 i el 1931.

| Edició                                                          | Data    | Competició masculina            | Competició masculina            | Competició masculina            | Competició femenina               | Competició femenina               | Competició femenina               | refs.             |
| Edició                                                          | Data    | Campió                          | Club                            | Temps                           | Campiona                          | Club                              | Temps                             | refs.             |
| --------------------------------------------------------------- | ------- | ------------------------------- | ------------------------------- | ------------------------------- | --------------------------------- | --------------------------------- | --------------------------------- | ----------------- |
| IV                                                              | 1921    | Joan Pellicer                   | CN Atlètic                      | 1:41.0                          | la prova femenina començà el 1928 | la prova femenina començà el 1928 | la prova femenina començà el 1928 | [ 2 ] [ 3 ]       |
| V                                                               | 1922    | Alfons Tusell Alonso            | CN Barcelona                    | 1:35.2                          | la prova femenina començà el 1928 | la prova femenina començà el 1928 | la prova femenina començà el 1928 | [ 2 ] [ 3 ]       |
| VI                                                              | 1923    | Alfons Tusell Alonso            | CN Barcelona                    | 1:45.2                          | la prova femenina començà el 1928 | la prova femenina començà el 1928 | la prova femenina començà el 1928 | [ 2 ] [ 3 ]       |
| VII                                                             | 1924    | Salvador Laguia                 | CE Lleida                       | 1:46.0                          | la prova femenina començà el 1928 | la prova femenina començà el 1928 | la prova femenina començà el 1928 | [ 2 ] [ 3 ]       |
| VIII                                                            | 1925    | Lluís Gibert Riera              | CN Barcelona                    | 1:33.6                          | la prova femenina començà el 1928 | la prova femenina començà el 1928 | la prova femenina començà el 1928 | [ 2 ] [ 3 ]       |
| IX                                                              | 1926    | Josep González                  | CN Arenys                       | 1:22.4                          | la prova femenina començà el 1928 | la prova femenina començà el 1928 | la prova femenina començà el 1928 | [ 2 ] [ 3 ]       |
| X                                                               | 1927    | Josep González                  | CN Arenys                       | 1:28.8                          | la prova femenina començà el 1928 | la prova femenina començà el 1928 | la prova femenina començà el 1928 | [ 2 ] [ 3 ]       |
| XI                                                              | 1928    | Josep González                  | CN Barcelona                    | 1:24.0                          | Maria Lluïsa Vigo                 | CN Barcelona                      | 1:57.2                            | [ 2 ] [ 3 ]       |
| XII                                                             | 1929    | Joan Ricard Gàmper              | CN Barcelona                    | 1:27.4                          | Maria Aumacellas                  | CN Barcelona                      | 2:14.4                            | [ 2 ] [ 3 ]       |
| XIII                                                            | 1930    | Ricard Brull Nater              | CN Barcelona                    | 1:25.8                          | Maria Lluïsa Vigo                 | CN Barcelona                      | 1:50.2                            | [ 2 ] [ 3 ]       |
| XIV                                                             | 1931    | Ricard Brull Nater              | CN Barcelona                    | 1:21.9                          | Maria Aumacellas                  | CN Barcelona                      | 1:49.2                            | [ 2 ] [ 3 ]       |
| XV                                                              | 1932    | no es disputà entre 1932 i 1936 | no es disputà entre 1932 i 1936 | no es disputà entre 1932 i 1936 | Maria Lluïsa Vigo                 | CN Barcelona                      | 1:39.4                            | [ 2 ] [ 3 ]       |
| XVI                                                             | 1933    | no es disputà entre 1932 i 1936 | no es disputà entre 1932 i 1936 | no es disputà entre 1932 i 1936 | Carme Soriano                     | CN Barcelona                      | 1:45.0                            | [ 2 ] [ 3 ]       |
| XVII                                                            | 1934    | no es disputà entre 1932 i 1936 | no es disputà entre 1932 i 1936 | no es disputà entre 1932 i 1936 | Carme Soriano                     | CN Barcelona                      | 1:39.0                            | [ 2 ] [ 3 ]       |
| XVIII                                                           | 1935    | no es disputà entre 1932 i 1936 | no es disputà entre 1932 i 1936 | no es disputà entre 1932 i 1936 | Carme Soriano                     | CN Barcelona                      | 1:35.0                            | [ 2 ] [ 3 ] [ 4 ] |
| XIX                                                             | 1936    | no es disputà entre 1932 i 1936 | no es disputà entre 1932 i 1936 | no es disputà entre 1932 i 1936 | Carme Soriano                     | CN Barcelona                      | 1:30.0                            | [ 2 ] [ 3 ]       |
| no es disputà entre 1937 i 1938 per l'esclat de la Guerra Civil |         |                                 |                                 |                                 |                                   |                                   |                                   |                   |
| XX                                                              | 1939    | Carles Bonacasa Aliaga          | CN Barcelona                    | 1:19.0                          | Mary Bernet                       | CN Barcelona                      | 1:32.8                            | [ 2 ] [ 3 ]       |
| XXI                                                             | 1940    | no es disputà entre 1940 i 1941 | no es disputà entre 1940 i 1941 | no es disputà entre 1940 i 1941 | Mary Bernet                       | CN Barcelona                      | 1:34.8                            | [ 2 ] [ 3 ]       |
| XXII                                                            | 1941    | no es disputà entre 1940 i 1941 | no es disputà entre 1940 i 1941 | no es disputà entre 1940 i 1941 | Mary Bernet                       | CN Barcelona                      | 1:32.2                            | [ 2 ] [ 3 ]       |
| XXIII                                                           | 1942    | Francesc Fontanals              | FC Barcelona                    | 1:20.7                          | Mary Bernet                       | CN Barcelona                      | 1:29.2                            | [ 2 ] [ 3 ]       |
| XXIV                                                            | 1943    | Josep Franch                    | CN Terrassa                     | 1.18.1                          | Mary Bernet                       | CN Barcelona                      | 1:31.2                            | [ 2 ] [ 3 ]       |
| XXV                                                             | 1944    | Josep Franch                    | CN Terrassa                     | 1:21.5                          | Mary Bernet                       | Independent                       | 1:29.6                            | [ 2 ] [ 3 ]       |
| XXVI                                                            | 1945    | Joan Céspedes Nogueroles        | CN Barcelona                    | 1:19.4                          | Montserrat Boada                  | CN Barcelona                      | 1:36.4                            | [ 2 ] [ 3 ]       |
| XXVII                                                           | 1946    | Joan Céspedes Nogueroles        | CN Barcelona                    | 1:19.4                          | Avelina Lacasa                    | CN Barcelona                      | 1:32.9                            | [ 2 ] [ 3 ]       |
| XXVIII                                                          | 1947    | Francisco Calamita              | CN Reus Ploms                   | 1:14.8                          | Avelina Lacasa                    | CN Barcelona                      | 1:30.5                            | [ 2 ] [ 3 ]       |
| XXIX                                                            | 1948    | Joan Céspedes Nogueroles        | CN Barcelona                    | 1:18.3                          | Helena Wüst                       | CN Barcelona                      | 1:27.7                            | [ 2 ] [ 3 ]       |
| XXX                                                             | 1949    | Francisco Calamita              | CN Barcelona                    | 1:12.5                          | Helena Wüst                       | CN Barcelona                      | 1:29.8                            | [ 2 ] [ 3 ]       |
| XXXI                                                            | 1950    | Robert Queralt Alentorn         | CN Barcelona                    | 1:14.8                          | Helena Wüst                       | CN Barcelona                      | 1:26.0                            | [ 2 ] [ 3 ]       |
| XXXII                                                           | 1951    | Robert Queralt Alentorn         | CN Barcelona                    | 1:15.5                          | Helena Wüst                       | CN Barcelona                      | 1:27.4                            | [ 2 ] [ 3 ]       |
| XXXIII                                                          | 1952    | Robert Queralt Alentorn         | CN Barcelona                    | 1:16.2                          | Helena Wüst                       | CN Barcelona                      | 1:27.8                            | [ 2 ] [ 3 ]       |
| XXXIV                                                           | 1953    | Joaquim Altafaja Badia          | CN Barcelona                    | 1:17.0                          | Marilina Esteller Boy             | CN Barcelona                      | 1:29.7                            | [ 2 ] [ 3 ]       |
| XXXV                                                            | 1954    | Joaquim Altafaja Badia          | CN Barcelona                    | 1:16.8                          | M. Dolors Amat Ortega             | CN Barcelona                      | 1:24.8                            | [ 2 ] [ 3 ]       |
| XXXVI                                                           | 1955    | Agustí Gumbau Gumbau            | CN Barceloneta                  | 1:15.7                          | Paquita Esteban Banús             | CN Barcelona                      | 1:26.1                            | [ 2 ] [ 3 ]       |
| XXXVII                                                          | 1956    | Francesc Nicolàs Montía         | CN Barcelona                    | 1:15.6                          | Paquita Esteban Banús             | CN Barcelona                      | 1:23.3                            | [ 2 ] [ 3 ]       |
| XXXVIII                                                         | 1957    | Agustí Gumbau Gumbau            | CN Barceloneta                  | 1:15.0                          | Paquita Esteban Banús             | CN Barcelona                      | 1:24.7                            | [ 2 ] [ 3 ]       |
| XXXIX                                                           | 1958    | Josep Bestit Carcasona          | CN Barcelona                    | 1:14.8                          | Paquita Esteban Banús             | CN Barcelona                      | 1:23.2                            | [ 2 ] [ 3 ]       |
| XL                                                              | 1959    | Francesc Nicolàs Montía         | CN Barcelona                    | 1:14.1                          | Paquita Esteban Banús             | CN Barcelona                      | 1:22.5                            | [ 2 ] [ 3 ]       |
| XLI                                                             | 1960    | José Antonio Molinero           | CN Montjuïc                     | 1:09.5                          | Paquita Esteban Banús             | CN Barcelona                      | 1:21.8                            | [ 2 ] [ 3 ]       |
| XLII                                                            | 1961    | no es disputà entre 1961 i 1966 | no es disputà entre 1961 i 1966 | no es disputà entre 1961 i 1966 | Paquita Esteban Banús             | CN Barcelona                      | 1:20.8                            | [ 2 ] [ 3 ]       |
| XLIII                                                           | 1962    | no es disputà entre 1961 i 1966 | no es disputà entre 1961 i 1966 | no es disputà entre 1961 i 1966 | Núria Llonc Sabater               | CN Montjuïc                       | 1:23.6                            | [ 2 ] [ 3 ]       |
| XLIV                                                            | 1963    | no es disputà entre 1961 i 1966 | no es disputà entre 1961 i 1966 | no es disputà entre 1961 i 1966 | Carme Bernal Guiteras             | CN Barcelona                      | 1:18.7                            | [ 2 ] [ 3 ]       |
| XLV                                                             | 1964    | no es disputà entre 1961 i 1966 | no es disputà entre 1961 i 1966 | no es disputà entre 1961 i 1966 | Carme Bernal Guiteras             | CN Barcelona                      | 1:19.6                            | [ 2 ] [ 3 ]       |
| XLVI                                                            | 1965    | no es disputà entre 1961 i 1966 | no es disputà entre 1961 i 1966 | no es disputà entre 1961 i 1966 | Carme Bernal Guiteras             | CN Barcelona                      | 1:16.8                            | [ 2 ] [ 3 ]       |
| XLVII                                                           | 1966    | no es disputà entre 1961 i 1966 | no es disputà entre 1961 i 1966 | no es disputà entre 1961 i 1966 | Mari Pau Corominas                | CN Sabadell                       | 1:12.7                            | [ 2 ] [ 3 ]       |
| XLVIII                                                          | 1967    | Jaume Monzó Cots                | CN Montjuïc                     | 1:05.2                          | Mari Pau Corominas                | CN Sabadell                       | 1:12.8                            | [ 2 ] [ 3 ]       |
| XLIX                                                            | 1968    | Jaume Monzó Cots                | CN Montjuïc                     | 1:04.8                          | Mari Pau Corominas                | CN Sabadell                       | 1:11.7                            | [ 2 ] [ 3 ]       |
| L                                                               | 1969    | Jaume Monzó Cots                | CN Montjuïc                     | 1:05.2                          | Mari Pau Corominas                | CN Sabadell                       | 1:12.6                            | [ 2 ] [ 3 ]       |
| LI                                                              | 1970    | Jordi Comas                     | CN Sabadell                     | 1:04.8                          | Mari Pau Corominas                | CN Sabadell                       | 1:11.0                            | [ 2 ] [ 3 ]       |
| LII                                                             | 1971    | Jordi Comas                     | CN Sabadell                     | 1:04.7                          | Margarida Molins                  | CN Sabadell                       | 1:15.7                            | [ 2 ] [ 3 ]       |
| LIII                                                            | 1972    | Jordi Comas                     | CN Sabadell                     | 1:03.2                          | Anna Victoria Alqueza             | CN Barcelona                      | 1:14.3                            | [ 2 ] [ 3 ]       |
| LIV                                                             | 1973    | Santiago Esteva Escoda          | Reus Deportiu                   | 1:02.1                          | Anna Victoria Alqueza             | CN Barcelona                      | 1:13.6                            | [ 2 ] [ 3 ]       |
| LV                                                              | 1974    | Santiago Esteva Escoda          | CN Sabadell                     | 1:01.1                          | Joana Ayxendri Gairal             | CN Tarraco                        | 1:11.6                            | [ 2 ] [ 3 ]       |
| LVI                                                             | 1975    | Jordi Nobel                     | CN Barcelona                    | 1:04.2                          | Mercè Pallarès Pérez              | CN Montjuïc                       | 1:12.2                            | [ 2 ] [ 3 ]       |
| LVII                                                            | 1976    | Antoni Bret                     | CN Manresa                      | 1:03.9                          | Mercè Pallarès Pérez              | CN Montjuïc                       | 1:11.1                            | [ 2 ] [ 3 ]       |
| LVIII                                                           | 1977    | Màrius Lloret Riera             | CN Barcelona                    | 1:04.7                          | Rosa Estiarte                     | CN Manresa                        | 1:11.8                            | [ 2 ] [ 3 ]       |
| LIX                                                             | 1978    | Jordi Fleix Wright              | CN Tarraco                      | 1:03.2                          | Sílvia Fontana Solà               | CN Tarraco                        | 1:08.5                            | [ 2 ] [ 3 ]       |
| LX                                                              | 1979    | Fernando Cuervo                 | CN Barcelona                    | 1:03.7                          | Elisa Labori Cros                 | CN Barcelona                      | 1:11.8                            | [ 2 ] [ 3 ]       |
| LXI                                                             | 1980    | Marc Tortosa Ferrer             | CN Tarraco                      | 1:04.5                          | Anna Maria Traver                 | CN Montjuïc                       | 1:12.4                            | [ 2 ] [ 3 ]       |
| LXII                                                            | 1981    | Fernando Cuervo                 | CN Catalunya                    | 1:03.94                         | Susanna Pagès Segura              | CN Terrassa                       | 1:11.56                           | [ 2 ] [ 3 ]       |
| LXIII                                                           | 1982    | Ramon Pont Riba                 | CN Catalunya                    | 1:02.9                          | M. Carme Montero Sierra           | CN Sant Andreu                    | 1:09.9                            | [ 2 ] [ 3 ]       |
| LXIV                                                            | 1983    | Oriol Barrufet Carrera          | CN Sant Andreu                  | 1:03.5                          | Susanna Pagès Segura              | CN Sant Andreu                    | 1:10.8                            | [ 2 ] [ 3 ]       |
| LXV                                                             | 1984    | Jordi Erra Noguera              | CN Premià                       | 1:02.03                         | Núria Casadesús Sarabia           | CN Sabadell                       | 1:10.55                           | [ 2 ] [ 3 ]       |
| LXVI                                                            | 1985    | Jordi Erra Noguera              | CN Premià                       | 1:01.31                         | Susanna Pagès Segura              | CN Sant Andreu                    | 1:08.87                           | [ 2 ] [ 3 ]       |
| LXVII                                                           | 1986    | Jordi Erra Noguera              | CN Premià                       | 1:01.32                         | Imma Tarragó Molina               | CN Catalunya                      | 1:08.76                           | [ 2 ] [ 3 ]       |
| LXVIII                                                          | 1986-87 | Martín López-Zubero             | CN Barcelona                    | 1:00.16                         | Imma Tarragó Molina               | CN Catalunya                      | 1:08.22                           | [ 2 ] [ 3 ]       |
| LXIX                                                            | 1987-88 | Carles Ventosa Delmàs           | CN Atlètic                      | 58.95                           | Silvia Enseñat Fdez.              | CN Sant Adrià                     | 1:07.20                           | [ 2 ] [ 3 ]       |
| LXX                                                             | 1988-89 | Carles Ventosa Delmàs           | CN Barcelona                    | 59.13                           | Núria Castelló                    | CN Gavà                           | 1:05.95                           | [ 2 ] [ 3 ]       |
| LXXI                                                            | 1989-90 | Carles Ventosa Delmàs           | CN Barcelona                    | 58.99                           | Claudia Franco Solana             | CN Sabadell                       | 1:09.12                           | [ 2 ] [ 3 ]       |
| LXXII                                                           | 1990-91 | Esteve Comamala                 | CN Olot                         | 59.91                           | Cristina Rey Cerpa                | CN Terrassa                       | 1:06.01                           | [ 2 ] [ 3 ]       |
| LXXIII                                                          | 1991-92 | David Zafra Barbero             | CN Catalunya                    | 1:00.99                         | Ivette María Tato                 | AE Júpiter                        | 1:06.47                           | [ 2 ] [ 3 ]       |
| LXXIV                                                           | 1992-93 | Jorge Pérez Salinas             | CE Mediterrani                  | 59.32                           | Núria Castelló                    | CE Mediterrani                    | 1:05.47                           | [ 2 ] [ 3 ]       |
| LXXV                                                            | 1993-94 | Erik Alda Sánchez               | CN Catalunya                    | 59.97                           | Ivette María Tato                 | CN Catalunya                      | 1:05.34                           | [ 2 ] [ 3 ]       |
| LXXVI                                                           | 1994-95 | Albert Teixidó Bermúdez         | CN Catalunya                    | 59.50                           | Ivette María Tato                 | CN Catalunya                      | 1:04.71                           | [ 2 ] [ 3 ]       |
| LXXVII                                                          | 1995-96 | Jordi Carrasco                  | CN Montjuïc                     | 59.86                           | Maria Àngels Bardina              | CN Hospitalet                     | 1:06.37                           | [ 2 ] [ 3 ]       |
| LXXVIII                                                         | 1996-97 | Albert Teixidó Bermúdez         | CN Catalunya                    | 1:00.11                         | Núria Castelló                    | CN Sabadell                       | 1:06.46                           | [ 2 ] [ 3 ]       |
| LXXIX                                                           | 1997-98 | Jorge Sánchez Balsas            | CN Sabadell                     | 59.18                           | Ivette María Tato                 | CN Catalunya                      | 1:04.70                           | [ 2 ] [ 3 ]       |
| LXXX                                                            | 1998-99 | Albert Teixidó Bermúdez         | CN Catalunya                    | 59.05                           | Berta Rodoreda Pallàs             | CN Montjuïc                       | 1:06.97                           | [ 2 ] [ 3 ]       |
| LXXXI                                                           | 1999-00 | Jordi Pau Martínez              | CN Sant Andreu                  | 59.73                           | Diana Comas Iglesias              | CE Mediterrani                    | 1:06.65                           | [ 2 ] [ 3 ]       |
| LXXXII                                                          | 2000-01 | Brenton Cabello                 | CN Sant Andreu                  | 58.49                           | Diana Comas Iglesias              | CE Mediterrani                    | 1:06.75                           | [ 2 ] [ 3 ]       |
| LXXXIII                                                         | 2001-02 | Jorge Sánchez Balsas            | CN Sabadell                     | 57.04                           | Nina Jivanévskaia                 | CN Sabadell                       | 1:01.82                           | [ 2 ] [ 3 ]       |
| LXXXIV                                                          | 2002-03 | Jorge Sánchez Balsas            | CN Sabadell                     | 57.14                           | Fadma Assnousi Freixas            | CN Olot                           | 1:05.14                           | [ 2 ] [ 3 ]       |
| LXXXV                                                           | 2003-04 | Aschwin Wildeboer               | CN Sabadell                     | 56.14                           | Diana Comas Iglesias              | CE Mediterrani                    | 1:07.18                           | [ 2 ] [ 3 ]       |
| LXXXVI                                                          | 2004-05 | Jordi Carrasco                  | CN Manresa                      | 56.14                           | Laura Roldán Villar               | CN Sabadell                       | 1:06.14                           | [ 2 ] [ 3 ]       |
| LXXXVII                                                         | 2005-06 | Brenton Cabello                 | CN Sant Andreu                  | 58.52                           | Laura Roldán Villar               | CN Sabadell                       | 1:05.69                           | [ 2 ] [ 3 ]       |
| LXXXVIII                                                        | 2006-07 | Brenton Cabello                 | CN Sant Andreu                  | 1:00.11                         | Mireia Belmonte                   | CN Hospitalet                     | 1:06.04                           | [ 2 ] [ 3 ]       |
| LXXXIX                                                          | 2007-08 | Aschwin Wildeboer               | CN Sabadell                     | 56.08                           | Kiera Aitken                      | CN Barcelona                      | 1:04.92                           | [ 2 ] [ 3 ]       |
| XC                                                              | 2008-09 | Aschwin Wildeboer               | CN Sabadell                     | 55.58                           | Kiera Aitken                      | CN Barcelona                      | 1:03.55                           | [ 2 ] [ 3 ]       |
| XCI                                                             | 2009-10 | Juan Miguel Rando               | CN Sant Andreu                  | 55.58                           | Kiera Aitken                      | CN Barcelona                      | 1:04.02                           | [ 2 ] [ 3 ]       |
| XCII                                                            | 2010-11 | Brenton Cabello                 | CN Sant Andreu                  | 59.42                           | Kiera Aitken                      | CN Barcelona                      | 1:03.59                           | [ 2 ] [ 3 ]       |
| XCIII                                                           | 2011-12 | Juan Miguel Rando               | CN Sant Andreu                  | 56.34                           | Lydia Morant Varó                 | CN Sabadell                       | 1:03.75                           | [ 2 ] [ 3 ]       |
| XCIV                                                            | 2012-13 | Aschwin Wildeboer               | CN Sabadell                     | 55.99                           | Natàlia Torné Sánchez             | CN Mataró                         | 1:05.62                           | [ 2 ] [ 3 ]       |
| XCV                                                             | 2013-14 | Juan Miguel Rando               | CN Sant Andreu                  | 55.67                           | Àfrica Zamorano                   | CN Sant Andreu                    | 1:05.56                           | [ 2 ] [ 3 ]       |
| XCVI                                                            | 2014-15 | Juan Miguel Rando               | CN Sant Andreu                  | 55.32                           | Àfrica Zamorano                   | CN Sant Andreu                    | 1:05.64                           | [ 2 ] [ 3 ]       |
| XCVII                                                           | 2015-16 | Juan Miguel Rando               | CN Sant Andreu                  | 55.11                           | Mercedes Peris                    | CN Sabadell                       | 1:02.00                           | [ 2 ] [ 3 ]       |
| XCVIII                                                          | 2016-17 | Albert Puig Garrich             | CN Terrassa                     | 56.64                           | Àfrica Zamorano                   | CN Sant Andreu                    | 1:03.20                           | [ 2 ] [ 3 ]       |
| XCIX                                                            | 2017-18 | Jan Giralt Pidemont             | CN Mataró                       | 57.58                           | Àfrica Zamorano                   | CN Sant Andreu                    | 1:03.78                           | [ 2 ] [ 3 ]       |
| C                                                               | 2018-19 | Jan Giralt Pidemont             | CN Mataró                       | 56.60                           | Àfrica Zamorano                   | CN Sant Andreu                    | 1:03.12                           | [ 2 ] [ 3 ]       |
| CI                                                              | 2019-20 | Alej. Calderón Iglesias         | CE Mediterrani                  | 56.93                           | Lidón Muñoz                       | CN Sant Andreu                    | 1:02.60                           | [ 2 ] [ 3 ]       |
| CII                                                             | 2020-21 | Diego Mira Albaladejo           | CN Sabadell                     | 56.97                           | Lidón Muñoz                       | CN Sant Andreu                    | 1:03.42                           | [ 2 ] [ 3 ]       |
| CIII                                                            | 2021-22 | Alej. Calderón Iglesias         | CE Mediterrani                  | 56.88                           | Mireia Pradell Carrasco           | CN Barcelona                      | 1:03.76                           | [ 2 ] [ 3 ]       |
| CIV                                                             | 2022-23 | Adrián Santos Martín            | CN Sant Andreu                  | 55.93                           | Àfrica Zamorano                   | CN Sant Andreu                    | 1:02.62                           | [ 2 ] [ 3 ]       |